# Библия
Библията (от койне гръцки: βιβλία – книги) е сборник от свещени текстове за юдаизма и впоследствие за християнството. Различни религиозни групи включват различни библейски книги в своите канони, в различен ред; а понякога разделят или съединяват книги, или включват допълнителен материал в каноничните книги. Християнските Библии варират от 66 книги в протестантския канон до 81 книги в канона на Етиопската православна църква.

## Еврейската Библия
Еврейската Библия, известна като Танах, съдържа 24 книги, разделени на три части: петте книги от Тора („учение“ или „закон“), Невиим („пророци“) и Кетувим („писания“). Първата част от християнската Библия е Старият Завет, който съдържа като минимум тези 24 книги от Еврейската Библия, като ги разделя на 39 книги и ги подрежда по различен начин. Римокатолическата църква и източнохристиянските църкви включват също като част от канона на Стария Завет някои второканонични книги и пасажи. Втората част от Библията е Новият Завет, който съдържа 27 книги: четири канонични евангелия, „Деяния на апостолите“, 21 послания (или писма) и книгата „Откровение“.
През II век пр. Хр. еврейски групи наричали Библейските книги „свещени“, а днес християните често наричат Стария и Новия Завети от християнската Библия – Светата Библия (τὰ βιβλία τὰ ἅγια) или Светото Писание (η Αγία Γραφή). Много християни считат целия каноничен текст на Библията за божествено вдъхновен. Най-старите оцелели, запазени, цели християнски Библии са гръцки ръкописи от четвърти век.
Библията е разделена на глави през 13 век от Стефан Лангтон, а на стихове – през 16 век от френския печатар Роберт Естиен. В днешно време Библията обикновено се цитира по книга, глава и стих. Библията има средни годишни продажби от 25 млн. копия и е оказала влияние върху литературата и историята, особено на Запада, където е първата масово отпечатана книга.

## Етимология
Българската дума Библия е от латинската дума biblia, която е същата и на средновековен латински, и старолатински, и произлиза от думата за „книги“ на койне гръцки – τὰ βιβλία (ед. ч. βιβλίον, библион).
Средновековната латинска дума biblia е съкращение от biblia sacra – „свята книга“, докато biblia на гръцки и старолатински е среден род, множествено число (ед. ч. bibliorum). Постепенно се стига дотам да се счита за съществително в женски род, единствено число (biblia-> bibliae) в средновековния латински. Така думата става известна в единствено число в средите на Западна Европа. Латинското biblia sacra – „свети книги“ се превежда на гръцки с τὰ βιβλία τὰ ἅγια, та вивлиа та агиа – „светите книги“.
Думата βιβλίον сама по себе си има буквално значение на „хартия“ или „свитък“ и започва да се използва редовно за „книга“. Тя е умалително на βύβλος, вивлос, „египетски папирус“ (вероятно произлиза от името на финикийското морско пристанище Библос, известен още като Гебал, откъдето египетските папируси са били изнасяни за Гърция). Гръцкото ta biblia (букв. „малки книжки от папирус“) е израз, който гръцките юдеи използвали, за да опишат своите свещени книги (Септуагинтата). Християнската употреба на понятието може да се проследи от 223 г. сл. Хр. Библейският учен Ф. Ф. Брус отбелязва, че Йоан Златоуст изглежда е първият писател, който използва гръцката фраза ta biblia („книгите“), за да опише едновременно Стария и Новия завети заедно (Проповеди върху „Матей“. Между 386 г. и 388 г.).

## Наименованията „Стар завет“ и „Нов завет“
Според Библията, централно събитие в историята на еврейския народ на Израел е Синайският Завет (Изход, 24:1 – 8). Под неговия знак протича цялата по-късна история на този народ, за него се пее в псалмите, за него говорят библейските пророци. В Новия завет Исус Христос е онзи, който по пророчеството на Еремия (31:31) ще направи Новия завет. По-точното наименование би било съюз, но по традиция се използва завет.
Според християнските богослови понятията Стар и Нов завет означават два периода:
- времето на подготовка и очакване на Исус Христос в земите, които днес наричаме Близък изток;
- времето на Исус Христос според Библията е времето, през което човечеството отива към оня ден и час, за който никой не знае (Евангелие от Матей), към Господния ден (1. Солунци 5:2), към Великия ден (Откровение 16:14). Първоначално това време се отнася до земите и областите на влияние на Древния Рим. Понастоящем това време се разпростира по целия свят.

## Разпространение
Библията е най-печатаната и най-разпространената книга в света. Според данни от 2008 г. съществуват цялостни преводи на 451 езика и частични преводи на 2479 езика. Разпространението на Библията в световен мащаб се осъществява от различни международни организации.

## Християнски Библии
Християнската Библия е сборник от книги, спрямо които дадена християнска деноминация се отнася като към боговдъхновени, а оттам и като към основно писание. Въпреки че по времето на ранната църква сред арамейски говорещите основно били използвани Септуагинтата или Таргума, апостолите не оставили определен комплект от нови писания; вместо това канонът на Новия Завет се развил с времето. Групи в християнството включват различни книги като част от техните свети писания, сред които най-известни са библейските апокрифни книги и второканоничните.

### Стар завет
Книгите, които съставят християнския Стар завет, се различават при Католическата, Православната и Протестантските църкви, като протестантското движение приема само онези книги, които съставляват Еврейската Библия, докато католиците и православните имат по-големи канони. Някои групи считат, че дадени преводи са боговдъхновени, сред които най-често са гръцката Септуагинта, арамейската Пешита и английската версия на крал Джеймс.

### Нов завет
Новият завет е сборник от 27 книги с четири различни жанра християнска литература: четири евангелия, докладът от „Деяния на апостолите“, двадесет и едно послания и „Откровение“ на Йоан). Иисус Христос е централната фигура, Новият завет предполага, че вдъхновението е като в Стария завет (2 Тимотей 3:16). Почти всички християни признават Новия завет за канонично писание. Книгите на Новия завет са подредени различно в традицията на римокатолицизма и протестантството, както и в славянската източноправославна традиция, сирийската традиция и етиопската традиция.
Подредбата на книгите от Новия завет на български език е следната:

#### Евангелия
1. Евангелие от Матей
2. Евангелие от Марко
3. Евангелие от Лука
4. Евангелие от Йоан

#### История на апостолите
5. Деяния на апостолите

#### Съборни (общи) послания
6. Послание на Яков
7. Първо послание на Петър
8. Второ послание на Петър
9. Първо послание на Йоан
10. Второ послание на Йоан
11. Трето послание на Йоан
12. Послание на Юда Яковлев

#### Послания на апостол Павел
13. Послание към римляните
14. Първо послание към коринтяните
15. Второ послание към коринтяните
16. Послание към галатяните
17. Послание към ефесяните
18. Послание към филипяните
19. Послание към колосяните
20. Първо послание към солунците
21. Второ послание към солунците
22. Първо послание към Тимотей
23. Второ послание към Тимотей
24. Послание към Тит
25. Послание към Филимон
26. Послание към евреите

#### Откровение
27. Откровение на Йоан

### Развитие на християнските канони

#### Източноправославен канон
В източноправославния списък на Библията се включват 50 книги от Стария завет (39 канонически и 11 други) и 27 от Новия завет, общо 77 книги.

#### Протестантски канон
В протестантския списък на Библията има общо 66 книги – 39 в Стария Завет и 27 в Новия Завет.

## История и археология
Чрез Новия завет и християнството Библията навлиза в Римската империя и областите на нейното влияние, като по този начин става част от основата на съвременната европейска култура и цивилизация. Например, при славяните, както и при други европейски народи, първите писмени паметници са преводи на части от Библията. Без познаване на Библията не е възможно, например, да се изучава възникването и развоя на старобългарската писменост.

### Исторически и географски рамки на Библията
Цялата Библия е исторически и географски обусловена. Това е нейна характерна особеност, отличаваща я от останалите религиозни книги на човечеството: нейната мисъл е дълбоко вкоренена във времето и страните, в които е възниквала. Поради това, Библията не може да бъде разбрана без своята историческа и географска рамка.
От времето на Авраам до Откровението на Йоан мисълта в Библията е тясно свързана с историческите събития в Близкия изток. Археологическите разкопки в Египет, Месопотамия и Палестина спомагат за разбирането на много библейски текстове. Например археологическите открития дават много обяснения за периода на цар Навуходоносор, за падането на Йерусалим през 587 пр.н.е. и вавилонския плен (Втора книга на царете, Еремия, Ездра и др.). Библията дава отговор за всяка миграция, инвазия, подем и упадък на народите от Близкия изток, за възхода и гибелта на различни империи. Тези събития са се отразили не само на историята на Израел, но и на развитието на религиозното послание на Библията.
Събитията от библейската история се случват на територия, която обхваща почти целия древен Близък изток: Месопотамия, Египет и най-вече – от 13 век пр.н.е. – Палестина, наречена така от филистимците. В Библията тази страна се нарича Ханаан, според името на старото коренно население, след това става известна като Израилева земя, Света земя, Обещана земя (Обетована земя) и накрая – Юдея по главната област със столица Йерусалим, която до 587 пр.н.е. (преди Навуходоносор) и от 350 пр.н.е. до 70 г., по време на римското владичество запазва известна самостоятелност.

### История на Библията в България
В началото на XIX век българите са пръснати в северната част на Османската империя (провинциите България, Източна Румелия и Македония), а големи групи от емигранти живеят в Румъния, Бесарабия и Русия. За външния свят българите главно населяват териториите между Стара планина и Дунав. Постепенно обаче Западът започва да си дава сметка, че по-голяма част от православното население в Турската империя на юг от Стара планина всъщност е българско, макар в черквите им да се проповядва на гръцки език.
И макар Дамаскините, сборници с разнообразно съдържание от XVII и началото на XIX в., които включват в себе си и големи части от Евангелията, са били най-подходящата основа за изработването на библейски преводи на говорим български, първите опити да се преведе и издаде Свещеното писание на новобългарски пряко или косвено са свързани с работата на Британското и чуждестранно библейско дружество (БЧБД), основано през 1804 г. с цел разпространение на Божието Слово без да е съпътствано от бележки или коментари, и Руското библейско дружество (РБД), основано през 1813 г. „единствено за издаване на Стария и Новия завет на чуждите езици“. Като основната причина първите издания да са направени от хора извън пределите, населявани основно от българи, е фактът, че в Румъния и Русия има православни патриарси, загрижени за българите в техните територии.

## Учения на Библията

### Боговдъхновение
Библейската книга „Второ послание към Тимотей“ казва, че „Цялото Писание е боговдъхновено“ (2 Тимотей 3:16). Християните вярват, че Библията е вдъхновеното слово на Бог, че Бог чрез Светия Дух се е намесил и повлиял на думите, вестта и съставянето на Библията. За много християни Библията е непогрешима и няма грешки по отношение на вярата и практикуването ѝ. По отношение на достоверността на Библията за исторически и научни теми има разединение между християните в начина, по който я възприемат. Във връзка с това едно различно убеждение е, че Библията е непогрешимо Слово на Бог, без грешка в никой аспект, изговорено от Бог и записано в неговата перфектна форма от хора. Сред тези широки вярвания има много учени на херменевтиката. Библейските учени твърдят, че дискусиите върху Библията трябва да се базират на своя контекст в историята и едва след това в контекста на съвременната култура. Фундаменталните християни са асоциирани с доктрината за библейската буквалност, според която Библията е не само непогрешима, но значението на текста е ясно на обикновения читател.
Вярата в светите текстове е засвидетелствана в древността от израелтяните и тази вяра може също да се види в най-ранните християнски писания. Различни текстове на Библията споменават божественото действие във връзка с тези писания. В своята книга „Основно въведение в Библията“ двамата писатели Норман Фейслер и Уилям Никс пишат: „Процесът на вдъхновение е мистерия на Божието провидение, но резултатът на този процес е словесен, абсолютен, непогрешим и авторитетен запис.“ Повечето евангелски библейски учени асоциират вдъхновението само с оригиналния текст; например някои американски протестанти се придържат към „Чикагското становище за Библейската непогрешимост“ от 1978 г., което твърди, че вдъхновението се отнася само за автографния текст на Писанието. Поддръжниците на библейския буквализъм са малцинство, сред които е движението Само-Кинг-Джеймс, според което твърдението за непогрешимост включва и определен превод.

### Тълкуването чрез „възходящо развитие“
За да се оцени правилно религиозното съдържание на Библията, трябва да се вземе предвид възходящото развитие на нейната религиозна мисъл. Вярващите, които откриват в Библията олицетворението на Бога, смятат, че в нея религиозната мисъл е дадена и в рамките на човешките размишления. Тя има своята история, в нея участват и индивидите, и колективът, и епохите, и срещите с религиозната мисъл на съседите и т.н.
Съществува развитие от колективна религиозност през епохата на разцвет на монархията (10 век пр.н.е. и нататък) до издигане на индивидуалната религиозност в периода от 6 век пр.н.е. нататък.
Съществува усъвършенстване на познанието за Бога: от Всемогъщия Господ Бог на Авраам до Отеца на Исус Христос; от явяването на Бога в Изход, 3:2 до „Бог е любов“ в Първото послание на Йоан, 4:16. Брачният морал също не е формулиран изведнъж в Библията: Христос коригира схващанията от Стария завет (Матей, 5:27 – 32 и 19:3 – 12).
Голяма е дистанцията от началните и твърде неясни представи за задгробен живот, които се крият в старозаветната дума и понятие Шеол (преизподня), до новозаветните изрази, с които, въз основа на възкресението на Исус Христос, се описва вечния живот (Първо послание към коринтяните, 15).
Дълго съзрява „новата заповед“ на Исус Христос (Йоан, 13:34) от тясното схващане за любовта към ближния/сънародника (Левит, 19:18) до заповедта за любов към неприятелите (Матей, 5:44 и Евангелие от Лука,6:27 – 35). Ограниченото националистично схващане за Бог в Стария завет се преобразява в универсалните призиви на пророците, особено в края на Книга на пророк Иона, а Христос окончателно оповестява за Бог, който „прави слънцето си да изгрява на злите и на добрите“ (Матей, 5:45). А най-зрялата формулировка на закона за любовта обединява в едно любовта към Бог и любовта към ближния: от проповедите на Исус (особено в Матей 22:34 – 40; Евангелие от Марко, 12:28 – 38, Лука, 10:25 – 28) до формулировката на Йоан (Първо послание на Йоан, 4:20 – 21): „Ако рече някой: ‘Любя Бога, а мразя брат си’, той е лъжец...“.

## Версии и преводи

### Древни версии и преводи
Оригиналните текстове на Танах са били основно на иврит, като част от тях е била на арамейски. В допълнение към авторитетния Mазорейски текст евреите все още се позовават и на Септуагинтата – гръцкия превод на Еврейската Библия, както и на Таргум Онкелос – арамейската версия на Библията. Има няколко различни древни версии на Танах на иврит, които се различават най-вече по произношението. Традиционната еврейска версия е базирана на версията, известна като Алепо Кодекс. Дори в тази версия има думи, които традиционно се четат различно от начина, по който са написани, защото устната традиция се счита за по-основополагаща от писмената. Смята се, че са направени грешки в преписа на текста през поколенията.
Основният библейски текст за ранните християни е бил Септуагинтата. В допълнение Еврейската Библия е преведена на няколко други езика. Преводите са били направени на сирийски, коптски, гийз (етиопски) и латински, наред с другите езици. Латинският превод е исторически най-важният за църквата на Запад, докато гръцкоговорещият Изток продължил да използва преводите на Септуагинтата на Стария завет и не е имал нужда от превод на Новия завет.
Най-ранният латински превод бил Старолатинският текст, известен като Ветус Латина, който изглежда е имал няколко автора за период от време. Бил е базиран на Септуагинтата и затова е включвал книги, които не са в Еврейската Библия.
Папа Дамас I събира първия списък с книги на Библията на Събора в Рим през 382 сл. Хр. Той назначава Йероним да изготви надежден и логично последователен текст, като преведе оригиналните гръцки и еврейски текстове на латински. Този превод става известен като Латинската Вулгата и през 1546 г. на Събора в Трент е обявен от Римокатолическата църква за единствената автентична и официална Библия за латинската литургия.

### Съвременни версии и преводи
От времето на Протестантската реформация са направени библейски преводи на множество езици. Библията продължава да бъде превеждана на нови езици, основно от християнски организации като „Уиклиф библейски преводачи“, „Мисия Нови народи“ и Библейското общество.

#### На английски език
Значими версии на английската християнска Библия включват Превод на новия свят на Свещеното писание, Дуай-Реймс, Ревизираната Стандартна Версия, Библия на крал Джеймс, Английската Стандартна Версия, Новата Версия на крал Джеймс и Новата международна версия.

#### На български език
Значимите версии на българската християнска Библия включват: „Превод на новия свят на Свещеното писание“ 2009, превод на „Българско библейско дружество“ 2005, Протестантски превод 1940, Цариградска (Славейкова) Библия, Православен превод, Съвременен превод 2004, превод на „Библейско общество“ 2000, превод „Верен“ 2002.

#### На морзовата азбука
Превод и транскрипция на Библията на морзовата азбука е направен през 2015 г. от Доротея Асенова Трифонова.